# Спасове
Спа́сове — село в Україні, у Новгородківській селищній громаді Кропивницького району Кіровоградської області, колишній центр Спасівської сільської ради. Населення становить 790 осіб.

## Історія
Переказ про заснування села. Записаний М. Шереметом.
Неозорий степ, помережаний балками i яругами, що віддалялися у бік Інгульця, нагадував розпанаханого навпіл звірюку. Балки та яруги — то ніби ребра чи гілля дерева, а Інгулець — то хребет або стовбур.
Жили в тому степу відставні запорожці. Од їхніх зимівників започаткувалося село. Кажуть, що саме там з давніх-давен ховалися християни від панської неволі й татар. Як набіжить орда, то християни i спасаються в козацьких зимівниках. Тому село i прозвали Спасовою.

Відставні козаки сповіщали січовикам про татар, i ті гнали ординців шаблями i ратищами аж до Криму. Щоб ті не занаджувались i не допікали християн, січовики почали частіше навідуватись до спасівців. На храмові свята приїздили з кошовим. А несила комусь було орудувати ратищем чи панахати шаблюкою — записувались у громаду й доживали вік у Спасовій. Отож i знаходять тепер молоді спасівці всіляке запорозьке залізяччя, пістолі, стволи та кулі.'
З 1772 року діяла Свято-Михайлівська церква, одна з перших в краї. З цього року грудня місяця відома перша метрична книга сл. Спасове:
Села Спасовки, Михайлівська, дерев'яна, Бобринецького пов. Споруджена за проханням капітана Спаського, який писав, що «село Спаське лежить у Кислякової балки, яка впадає в ричку Буг, від Херсона знаходиться в 75 верстах, на цій відстані ніде церков, крім Херсона, немаєю
На 1776 р.:
В 17-й роті в сл. Спасовій церква Святого Архистратига Михайла, священик Федір Василів, дяк Павло Шарков, пономар Федір Куроїд, ктитор Яків Федорів, прихідських дворів 49».
Історію входження в різноманітні адміністративні одиниці XVIII—XIX ст. див. на сторінці с. Бокове (Долинський район).
У 1874 році в Спасовому відкрила двері земська школа.
Станом на 1886 рік у селі, центрі Верблюзької волості Олександрійського повіту Херсонської губернії, мешкало 2243 особи, налічувалось 439 дворових господарств, існували православна церква, школа та 3 лавки.

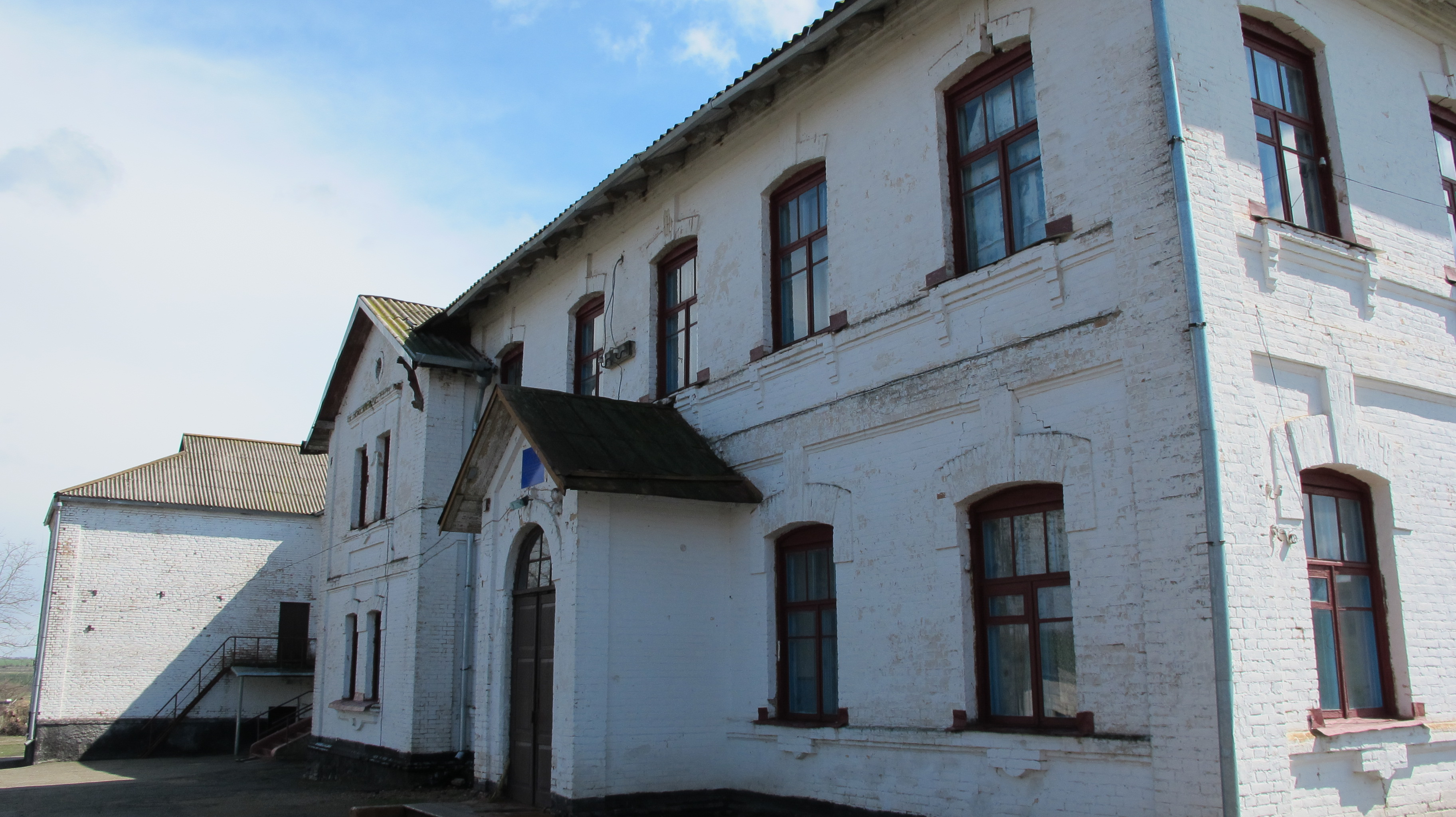
СШ с. Спасове

## Населення
Згідно з переписом УРСР 1989 року чисельність наявного населення села становила 924 особи, з яких 422 чоловіки та 502 жінки.
За переписом населення України 2001 року в селі мешкала 791 особа.

### Мова
Розподіл населення за рідною мовою за даними перепису 2001 року:
| Мова       | Відсоток |
| ---------- | -------- |
| Українська | 98,23 %  |
| Російська  | 1,39 %   |
| Угорська   | 0,25 %   |

## Відомі люди
- Євтушенко Анатолій Пилипович — український історик, музеєзнавець, народився в с. Спасове.
- Каленченко Віталій В'ячеславович — український воїн, учасник російсько-української війни, загинув в ході російського вторгнення в Україну. Кавалер ордена «За мужність» ІІ і ІІІ ступеня (посмертно) [6]. Воював в славетній 3ОШБр.